# César Arredondo
César Rigoberto Arredondo García (Santiago, 4 de diciembre de 1944 - Talagante, 20 de febrero de 2013) fue un actor chileno de cine, teatro y televisión, reconocido por su larga trayectoria y por sus numerosos papeles en telenovelas chilenas.
Se casó con la actriz chilena Gabriela Medina, con quien tuvo seis hijos: María Gabriela, José Luis, el también actor Claudio Arredondo, Patricia Eugenia, Marcela Paz y Alejandra. Además, una de sus nietas es la actriz y ministra Carolina Arredondo.

## Biografía
Mientras estudiaba Construcción Civil en la Escuela Nacional de Artes Gráficas, se interesó por la actuación e ingresó a teatro en la escuela nocturna de la Universidad de Chile. Debutó profesionalmente junto a Gabriela Medina, en la obra Pan caliente, de María Asunción Requena, integrando el elenco del grupo Teknos, del teatro de la Universidad Técnica del Estado.
Su primer papel en televisión fue en la teleserie de 1984 Andrea, justicia de mujer. Durante su carrera pasó por los elencos de Canal 13, TVN y Chilevisión. También participó en importantes películas como Johnny cien pesos, Coronación y Cachimba.
Durante sus últimos años se destacó por sus actuaciones en telenovelas como Mujeres de Lujo, donde encarnaba al villano Ramiro Faúndez, e Infiltradas, como el detective Nelson Ballesteros, ambas de Chilevisión. Su último trabajo en televisión fue en Reserva de familia en el rol de Natalio Contreras.

## Fallecimiento
En diciembre de 2012, Arredondo fue internado en la Unidad de Cuidados Intensivos del Hospital de Talagante debido a un paro cardiorrespiratorio, que luego le provocó una falla multisistémica. En esa ocasión, Arredondo estuvo 14 días internado. El actor falleció la mañana del 20 de febrero de 2013, tras haber sufrido cuatro paros cardiorrespiratorios en sus últimas horas, los cuales no pudo superar debido al cuadro general en que se encontraba. Su funeral se llevó a cabo en el cementerio Parque del Sendero de Maipú, siendo enterrado también ahí.

## Filmografía

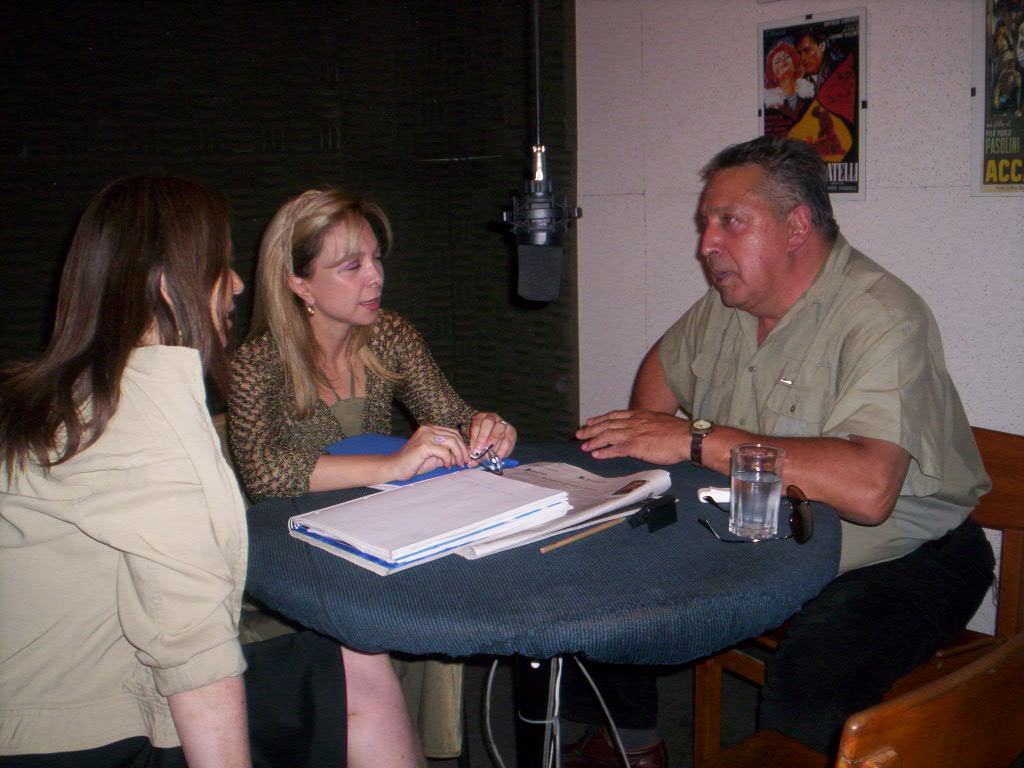
César Arredondo en el programa radial "Izquierdo femenino" de Radio Tierra (2005).

### Cine
- El 18 de los García (1983)
- Archipiélago (1992)
- Johnny cien pesos (1994) como "Vasco, el camarógrafo".
- Coronación (2000) como "Entrenador de Fútbol".
- Negocio redondo (2001) como "Cabo".
- Mónica, vida mía (2004) como "Sacerdote".
- Cachimba (2004) como "Jefe".
- Chile puede (2008) como "Armando".
- Secretos (2008)
- Sol y Lluvia (EE. UU.) como "Don Pedro, el viñatero".
- Desde el corazón (2009) como "Samuel".
- El último texto (2009)
- ¿Alguien ha visto a Lupita? (2011)
- No (2012) como él mismo.
- Isidora, la película (2012) como "Pedro Uribe".
- Bosque quemado (2012)

### Televisión
| Teleseries | Teleseries                      | Teleseries             | Teleseries |
| Año        | Teleserie                       | Personaje              |            |
| ---------- | ------------------------------- | ---------------------- | ---------- |
| 1984       | Andrea, justicia de mujer       | Tipo del barrio        |            |
| 1985       | La trampa                       | Sergio                 |            |
| 1985       | El prisionero de la media noche | Policía                |            |
| 1987       | La invitación                   | Juan                   |            |
| 1991       | Volver a empezar                | Señor Bezanilla        |            |
| 1993       | Marrón Glacé                    |                        |            |
| 1994       | Top Secret                      | Aldo                   |            |
| 1995       | Amor a domicilio                | Gregorio               |            |
| 1996       | Adrenalina                      | Darío Undurraga        |            |
| 1996       | Sucupira                        | Huevito                |            |
| 1997       | Santiago City                   | Rigoberto              |            |
| 1999       | Fuera de control                | Marcelo "Chelo" Duarte |            |
| 2001       | Corazón pirata                  | ¿?                     |            |
| 2003       | Amores urbanos                  |                        |            |
| 2005       | 17                              | Sergio Azócar          |            |
| 2005       | Los treinta                     | Juez                   |            |
| 2005       | Los Capo                        | Oficial policial       |            |
| 2006       | Cómplices                       | Prestamista            |            |
| 2006       | Amor en tiempo récord           | Samuel Velasco         |            |
| 2007       | Corazón de María                | Álvaro                 |            |
| 2007       | Amor por accidente              | Fernando Amenábar      |            |
| 2007       | Lola                            | Chamán                 |            |
| 2010       | Mujeres de lujo                 | Ramiro Faúndez         |            |
| 2011       | Infiltradas                     | Nelson Ballesteros     |            |
| 2012       | Reserva de familia              | Natalio Contreras      |            |

### Series y unitarios
| Serie de televisión | Serie de televisión               | Serie de televisión    | Serie de televisión |
| Año                 | Serie                             | Personaje              |                     |
| ------------------- | --------------------------------- | ---------------------- | ------------------- |
| 1998                | Mi abuelo, mi nana y yo           | Ladrón #1              |                     |
| 1999                | Los Cárcamo                       | Cassius Klein Alvarado |                     |
| 2001                | El día menos pensado              | Hector                 |                     |
| 2003                | Mea Culpa                         | Demetrio Amar          |                     |
| 2004                | La vida es una lotería            | Capitán                |                     |
| 2005                | Heredia & Asociados               | Poblete                |                     |
| 2005                | La Nany                           | Julio Cárdenas         |                     |
| 2005                | Los Simuladores                   | Pedro Velasco          |                     |
| 2006                | JPT: Justicia para todos          |                        |                     |
| 2006                | Tiempo Final: En tiempo real      | Echaurro               |                     |
| 2007                | Mujeres que matan                 |                        |                     |
| 2008                | Casado con hijos                  | Tío de Quena / Don Max |                     |
| 2008                | Huaiquimán y Tolosa               | Héctor Silva           |                     |
| 2009                | Los 80                            | Prestamista            |                     |
| 2009                | Aquí no hay quien viva            |                        |                     |
| 2011                | 12 días que estremecieron a Chile | Don Checo              |                     |
| 2012                | Prófugos                          | El Perro               |                     |
| 2013                | Maldito corazón                   |                        |                     |